# Jocurile Olimpice de vară din 1968
A XIX-a ediție a Jocurilor Olimpice s-a desfășurat la Ciudad de México, Mexic în perioada 12 octombrie - 27 octombrie 1968. Ceremonia a fost deschisă de președintele Mexicului, Gustavo Díaz Ordaz. Jocurile au fost precedate de masacrul de la Tlatelolco, unde sute de studenți au fost uciși de forțele de securitate mexicane, cu 10 zile înainte de ceremonia de deschidere.
Au participat 112 de țări și 5.530 de sportivi care s-au întrecut în 172 de probe din 20 de sporturi. Altitudinea orașului Mexico, situat la 2.200 metri, a pus probleme de respirație pentru numeroși atleți.

## Sporturi olimpice
| - Atletism - Baschet - Box - Caiac canoe - Canotaj - Ciclism | - Echitație - Fotbal - Gimnastică - Haltere - Hochei pe iarbă - Lupte | - Natație - Navigație - Pentatlon modern - Pelotă (demonstrativ) - Polo pe apă - Sărituri în apă | - Scrimă - Tenis de câmp (demonstrativ) - Tir - Volei |

## Clasamentul pe medalii
| Jocurile Olimpice 1968 |                  |     |        |       |       |
| Poz.                   | Țară             | Aur | Argint | Bronz | Total |
| 1                      | Statele Unite    | 45  | 28     | 34    | 107   |
| 2                      | URSS             | 29  | 32     | 30    | 91    |
| 3                      | Japonia          | 11  | 7      | 7     | 25    |
| 4                      | Ungaria          | 10  | 10     | 12    | 32    |
| 5                      | Germania de Est  | 9   | 9      | 7     | 25    |
| 6                      | Franța           | 7   | 3      | 5     | 15    |
| 7                      | Cehoslovacia     | 7   | 2      | 4     | 13    |
| 8                      | Germania de Vest | 5   | 11     | 10    | 26    |
| 9                      | Australia        | 5   | 7      | 5     | 17    |
| 10                     | Marea Britanie   | 5   | 5      | 3     | 13    |

## România la JO 1968
|         | Gold | Silver | Bronze | Total |
| ------- | ---- | ------ | ------ | ----- |
| România | 4    | 6      | 5      | 15    |

România a ocupat poziția a 13-a în clasamentul pe medalii de aur și poziția 10 în clasamentul general de medalii

### Aur
- Viorica Viscopoleanu — atletism, săritura în lungime
- Lia Manoliu — atletism, aruncarea discului
- Ionel Drâmbă — scrimă, floretă individual
- Ivan Patzaichin și Serghei Covaliov — kaiac canoe 1000m

### Argint
- Ileana Silai — atletism, 800 m
- Mihaela Peneș — atletism, aruncarea suliței
- Ion Monea — box, cat. semigrea (81 kg)
- Ion Baciu — lupte greco-romane (57 kg)
- Marcel Roșca — tir, pistol viteza individual
- Dimitrie Ivanov, Anton Calenic, Haralambie Ivanov, Mihai Țurcaș — kaiac canoe, 1000 m

### Bronz
- Calistrat Cuțov — box, cat. semiușoară (60 kg)
- Viorica Dumitru — kaiac canoe, 500 m
- Simion Popescu — lupte greco-romane (63 kg)
- Nicolae Martinescu — lupte greco-romane (97 kg)
- Ileana Gyulai-Drîmbă, Ana Pascu, Ecaterina Stahl-Iencic, Olga Szabo-Orban, Maria Vicol — scrimă, floretă echipe